# Nothing Fails
Singles de Madonna
Me Against the Music
(2003) Love Profusion
(2003)
Pistes de American Life
Nobody Knows Me
(5) Intervention
(7)
Nothing Fails est une chanson de la chanteuse et compositrice Madonna, troisième single issu de son neuvième album studio American Life. Il est sorti le 21 novembre 2003 sous le label Maverick Records. La promotion du single a été minime et aucun clip vidéo n'a été tourné. Les performances dans les charts ont été basses. La chanson est sortie en tant que double face A sur le quatrième et dernier single Love Profusion dans certaines régions, comme au Royaume-Uni et en Australie.

## Informations
La chanson a débuté comme une collaboration entre Guy Sigsworth et la chanteuse Jem Griffiths alors qu'elle commençait à travailler sur son premier album. Après deux jours de travail, la chanson Silly Thing était écrite, devenant plus tard Nothing Fails. La chanson a par la suite été jouée par Madonna, qui a ajouté et modifié certaines parties de la chanson. Jem Griffiths a dit : « Quand j'ai finalement entendu la chanson finie c'était une expérience très étrange. Ce n'est pas tous les jours que l'on entend Madonna chanter des mots et une mélodie que vous avez chanté à deux heures du matin dans votre dictaphone! Je l'admire vraiment pour être si impliquée dans tout ce qu'elle fait. La chanson est belle. ».
La chorale de Londres, The London Community Gospel Choir, dirigée par Nicki Brown, a enregistré les chœurs de la chanson et la chanson a été jouée avec une chorale pendant les MTV American Life Special.
Aucun clip vidéo officiel n'a été produit pour la sortie du single.

## Performance dans les charts
Nothing Fails a eu un peu de succès dans les charts, mais rien de comparable aux autres singles issus de l'album American Life en Europe, se classant la plupart du temps en dehors du top 20 : 34e en France passant tout de même 16 semaines dans les charts et 41e en Suisse. Cependant, la chanson a réussi à entrer dans le top 10 en Italie et à se hisser à la 11e place au Danemark. 
Au Royaume-Uni, la chanson n'est pas sortie en tant que single mais était incluse en tant que radio edit dans le single Love Profusion.
Au Canada, la chanson est entrée dans le top 10. Elle était un tube dance aux États-Unis, se classant numéro un dans le Billboard Hot Dance/Club.
En Australie, Warner a sorti un maxi CD de Nothing Fails (considéré comme un album par ARIA, à cause de son temps de lecture), un single en deux parties de Love Profusion (qui, comme le single anglais, contient une version radio de Nothing Fails) et l'EP Remixed and Revisited (également considéré comme un album par l'ARIA à cause du nombre de pistes différentes) le même jour en décembre 2003. Bien que Love Profusion a atteint la 25e place dans les charts ARIA, Nothing Fails et Remixed and Revisited ne sont pas entrés dans le chart. Cependant, ils sont entrés dans le chart ARIA Dance Album à la 5e place pour Remixed and Revisited et la 6e pour l'EP Nothing Fails.

## Track listings and formats
| US 12" promo vinyle (PRO-A-101232) - A1 Nothing Fails (Peter Rauhofer's Classic House Mix) — 8:24 - B1 Nothing Fails (Nevins Big Room Rock Mix) — 6:44 - B2 Nothing Fails (Nevins Global Dub) — 7:45 US 12" promo vinyle (PRO-A-101245) 1. "Nothing Fails" (Peter Rauhofer's Lost In Space Mix) — 8:36 US promo CD single (PRO-CDR-101230) GR promo CD single (PR 04322) 1. Nothing Fails (Radio Edit) — 3:46 2. Nothing Fails (Radio Remix) — 3:59 US 2 x vinyle (0-42682) - A1 Nothing Fails (Peter Rauhofer's Classic House Mix) — 7:38 - A2 Nothing Fails (Nevins Big Room Rock Mix) — 6:44 - B1 Nothing Fails (Tracy Young's Underground Mix) — 7:29 - B2 Nothing Fails (Jackie's In Love In The Club Mix) — 7:28 - C1 Nothing Fails (Nevins Global Dub) — 7:45 - C2 Nobody Knows Me (Mount Sims Italo Kiss Mix) — 5:26 - D1 Nobody Knows Me (Mount Sims Old School Mix) — 4:44 - D2 Nothing Fails (Tracy Young's Underground Dub) — 8:36 EU CD single (5439 16500 2) 1. Nothing Fails (Radio Edit) — 3:46 2. Nothing Fails (Peter Rauhofer's Classic House Mix) — 8:24 EU Maxi-CD (9362 42690 2) 1. Nothing Fails (Radio Edit) — 3:46 2. Nothing Fails (Peter Rauhofer's Classic House Mix) — 8:24 3. Nothing Fails (Tracy Young's Underground Mix) — 7:29 4. Nothing Fails (Nevins Big Room Rock Mix) — 6:44 | EU Maxi-CD single (9362 42682 2) AU Maxi-CD single (9362 42682-2) 1. Nothing Fails (Peter Rauhofer's Classic House Mix) — 8:24 2. Nothing Fails (Nevins Big Room Rock Mix) — 6:44 3. Nothing Fails (Tracy Young's Underground Mix) — 7:29 4. Nothing Fails (Nevins Global Dub) - 7:45 5. Nothing Fails (Jackie's In Love In The Club Mix) — 7:28 6. Nobody Knows Me (Peter Rauhofer's Private Life Part 1) — 8:07 7. Nobody Knows Me (Above & Beyond 12" Mix) — 8:45 8. Nobody Knows Me (Mount Sims Italo Kiss Mix) — 5:26 EU Maxi-CD (9362 42697 2) 1. Nothing Fails (Radio Edit) — 3:46 2. Love Profusion (Album Version) — 3:48 3. Love Profusion (The Passengerz Club) — 7:01 US Maxi-CD (42682-2) 1. Nothing Fails (Peter Rauhofer's Classic House Mix) — 8:24 2. Nothing Fails (Nevins Big Room Rock Mix) — 6:44 3. Nothing Fails (Tracy Young's Underground Mix) — 7:29 4. Nothing Fails (Nevins Global Dub) — 7:45 5. Nothing Fails (Jackie's In Love In The Club Mix) — 7:28 6. Nobody Knows Me (Peter Rauhofer's Private Life Part 1) — 8:07 7. Nobody Knows Me (Above & Beyond 12" Mix) — 8:45 8. Nobody Knows Me (Mount Sims Italo Kiss Mix) — 5:26 |

### Longueurs des pistes
- Album Version (4:48)
- Radio Edit (3:46)
- Radio Remix (3:59)
- Peter Rauhofer's Classic House Mix (8:24)
- Peter's Lost In Space Mix (8:37) (Bonus track on the 'Love Profusion' USA CD Maxi Single)
- Nevins Mix (4:00) (featured on Remixed and Revisited as simply Nevins Mix)
- Nevins Big Room Rock Mix (6:44)
- Nevins Global Dub (7:45)
- Tracy Young's Underground Mix (7:29)
- Tracy Young's Underground Dub (8:36)
- Jackie's In Love In The Club Mix (7:28)

## Charts
| Chart (2003)                        | Peak position |
| ----------------------------------- | ------------- |
| Australie : ARIA Dance Albums Chart | 6             |
| Charts autrichiens                  | 51            |
| Charts canadiens                    | 7             |
| Charts danois                       | 11            |
| France : SNEP                       | 34            |
| Charts allemands                    | 36            |
| Charts allemands (diffusion)        | 2             |
| Charts grecs                        | 19            |
| Irish Singles Chart                 | 10            |
| Italie : FIMI                       | 7             |
| Charts roumains                     | 49            |
| Charts espagnols                    | 1             |
| Espagne : Los 40 Principales Chart  | 35            |
| Charts suisses                      | 41            |
| U.S. Billboard Hot Dance Club Songs | 1             |

## Source
- (en) Cet article est partiellement ou en totalité issu de l’article de Wikipédia en anglais intitulé « Nothing Fails » (voir la liste des auteurs).